# باغ کره
باغ کره، روستایی از توابع بخش کاکاوند شهرستان دلفان در استان لرستان ایران است. حسین علی کاظمی فرزند کاظم خان کاظمی از طایفه کاکاوند مظفروند بزرگ مرد و کد خدا این روستا بوده است 

## جمعیت
این روستا در دهستان کاکاوند غربی قرار دارد و براساس سرشماری مرکز آمار ایران در سال ۱۳۸۵، جمعیت آن ۱۵۳ نفر (۳۱خانوار) بوده‌است.